# Hellah Dommah
Hellah Dommah är en ort i Iran.   Den ligger i provinsen Gilan, i den nordvästra delen av landet, 300 km nordväst om huvudstaden Teheran. Hellah Dommah ligger 229 meter över havet och antalet invånare är 435.
Terrängen runt Hellah Dommah är varierad, och sluttar österut.  Närmaste större samhälle är Līsār, 5,6 km söder om Hellah Dommah. Trakten runt Hellah Dommah består till största delen av jordbruksmark.